# دوکا
دوکا (به مجاری:  Duka) یک شهرداری در مجارستان است که در واش واقع شده‌است. دوکا ۱۵٫۲۴ کیلومتر مربع مساحت و ۲۶۵ نفر جمعیت دارد.